# Dead Island: Riptide
Dead Island: Riptide é um jogo eletrônico do gênero survival horror em primeira pessoa, desenvolvido pela Techland e publicado pela Deep Silver, lançado em 23 de abril de 2013 para Microsoft Windows, PlayStation 3 e Xbox 360. O jogo é a sequência de Dead Island, com um enredo que continua exatamente do ponto em que parou o antecessor, com os cinco sobreviventes chegando a outra ilha do arquipélago de Banoi, a qual também é tomada por zumbis.

## Enredo
Riptide tem lugar imediatamente após o término de Dead Island, com os quatro sobreviventes imunes - o ex-jogador de futebol americano Logan Carter, o rapper Sam B, a recepcionista do Banoi Hotel Xian Mei e a ex-policial Purna - pousando em um navio militar depois de escapar da ilha-prisão. Entretanto, são apreendidos e imediatamente conduzidos à força até uma área de quarentena, sob custódia do tenente-coronel das Forças Armadas da Austrália Samuel Hardy e do civil Frank Serpo. Yerema, a nativa anteriormente resgatada em Dead Island, é separada do grupo. Os quatro são levados ao laboratório do navio, onde são sedados. Após recobrarem a consciência, encontram um outro sobrevivente imune, o ex-sargento das Forças Armadas australiana John Morgan, que afirma ser parte de uma missão humanitária de resgate em uma ilha próxima, antes de ser capturado por Serpo. O grupo sente novamente os efeitos do sedativo e, após acordar, o personagem do jogador descobre que inexplicavelmente há zumbis por todo o navio. Em meio a uma tempestade, Serpo foge de helicóptero e deixa os sobreviventes para trás. Pouco tempo depois, o navio desgovernado colide contra uma rocha.
O grupo retoma a consciência já na ilha de Palanai, onde são socorridos por Harlow Jordan, uma pesquisadora da OMS, que informa que a infecção zumbi também se espalhou pela ilha. Após salvar um reduto de sobreviventes, o quarteto reencontra Hardy, que acaba revelando os planos de Serpo em destruir o Kuru que originou o surto de zumbis e lançar um ataque nuclear em Palanai para pôr fim à praga e encobrir qualquer evidência.
Por sugestão de Hardy, os imunes e outros sobreviventes decidem ir até a cidade de Henderson, na esperança que a base militar próxima possa oferecer ajuda.

## Marketing e lançamento
O jogo foi anunciado pela primeira vez em junho de 2012, durante a E3 2012 em Los Angeles. Dias depois, a gerente de marketing da Deep Silver, Audrey Norris, informou em seu twitter que o jogo seria vendido com um preço menor que os lançamentos convencionais por ser "jogo de fim de geração": US$ 49,99.
Em setembro de 2012, o primeiro trailer foi divulgado. Um videoclipe para a canção "No Room in Hell" foi lançado pelo rapper Josef "J7" Lord (que, na música, é chamado de Sam B, nome de um dos personagens principais de Dead Island), que contou com a participação de Chamillionaire. Um novo trailer, intitulado "They Thought Wrong" foi divulgado um mês antes do lançamento do jogo, em março de 2013, contendo gameplay e personagens novos.

### Torso mutilado
Em janeiro de 2013, a Deep Silver anunciou que Dead Island: Riptide estaria disponível em um pacote promocional batizado de "Zombie Bait Edition", que incluiria uma réplica de um torso feminino desmembrado e trajando biquíni. Na versão norte-americana, o biquíni apresentava a estampa da bandeira dos Estados Unidos, enquanto que a versão europeia possuía o padrão da bandeira do Reino Unido.
A estátua causou uma reação extremamente negativa por parte da imprensa e do público. Poucas horas depois do anúncio, a Deep Silver divulgou um comunicado oficial onde pedia "desculpas por qualquer ofensa causada".

### Versões de varejo
Dead Island: Riptide foi lançado em uma variedade de diferentes edições. Versões disponíveis incluem a versão padrão, edição limitada, edição especial, edição "sobrevivente", edição "Rigor Mortis Collector" e edição "Zombie Bait", com uma variedade de itens extras (cadernos, bonecos e abridores de garrafa) e conteúdos do jogo (skins de personagens e armas) fornecidos.
A versão "Rigor Mortis Collector" é constituída por uma mala de viagem, uma boneca zumbi dançarina de hula, um mapa digital, um abridor de latas no formato da mão decepada de zumbi, uma chave de um chalé e conteúdo extra para o jogo. Todos os itens foram escolhidos pelos próprios fãs através de uma votação.

## Recepção
Dead Island:Riptide recebeu críticas mistas, com a maioria dos críticos elogiando a jogabilidade e a nova configuração, mas criticando o fato da maioria dos problemas encontrados no jogo antecessor não terem sido consertados e também a falta de novos conteúdos. Os websites GameRankings e Metacritic consideraram a versão para Playstation 3 a melhor, concedendo 61.44% e 62/100 de pontuação, respectivamente. A versão para PC recebeu 60.91% e 61/100, e a de Xbox 360 teve avaliação de 57.58% e 57/100 de pontuação.
Greg Miller, da IGN afirmou que, embora tenha achado "bastante divertido e sangrento", ainda continha bugs e falhas que foram encontradas no primeiro jogo. O crítico elogiou a jogabilidade, o modo cooperativo (co-op) e a capacidade de importar seus salvamentos do jogo original, observando que os inimigos enfrentados são do mesmo nível que o do jogador, para o qual Dead Island:Riptide forneceria "um desafio apropriado". Miller criticou o enredo e a aparência geral do jogo, afirmando que o mesmo "não fez muito para melhorar em relação ao antecessor em termos gerais" e que os gráficos são "sem brilho". Sua nota foi 7.2/10.